# Panzerzug Nepobedimy
Der Panzerzug Nepobedimy (russisch Бронепоезд Непобедимый Bronepojesd Nepobedimy) (deutsch: Unbesiegbar) war ein Panzerzug der Weißen Armee aus der Zeit des Russischen Bürgerkrieges von 1919.

## Geschichte
Am 17. Juni 1919 wurde in Dschankoj, auf der Halbinsel Krim, ein neuer Panzerzug aufgestellt. Er erhielt von der Besatzung den Namen Nepobedimy, weil sie sich mit den schweren Kanonen als unbesiegbar fühlte.

## Technische Daten

### Lokomotive
Der Typ der Dampflokomotive ist nicht bekannt. Sie war jedoch nur teilweise am Führerstand durch außen angebrachte Platten aus Blech gepanzert.

### Artilleriewagen
Der Panzerzug Nepobedimy verfügte über zwei 10-cm-Schiffsgeschütze, welche jeweils auf einen Flachwagen montiert waren. Am 17. November 1919 wurden zwei neue Artilleriewagen dem Panzerzug zugeführt. Um welche Kaliber es sich dabei handelte, ist nicht bekannt.

### Maschinengewehrwagen
Weiterhin verfügte der Panzerzug über einen mit 40 Schießscharten für Gewehre und Maschinengewehren ausgestatteten Maschinengewehrwagen.

## Einsatz
Wenige Tage nach seiner Indienststellung, am 25. Juni 1919, nahm der Panzerzug an den ersten Gefechten um Oleksandriwsk teil. Am 23. Juli 1919 gelang es der Besatzung, den bolschewistischen Panzerzug Fedora Raskolnikowa am Bahnhof von Granowo zu erbeuten. Nur fünf Tage später gelang es der Besatzung erneut, einen gegnerischen Panzerzug zu erbeuten.
Am 1. August 1919 wurde der Panzerzug Nepobedimy der 5. Panzerzugdivision unterstellt und in den Süden der Ukraine geschickt. Dort sollte er die eigenen Truppen beim Kampf gegen Truppen von Nestor Machno unterstützen. Dabei kam es am 16. August in der Nähe von Kropywnyzkyj zu einem Gefecht, bei dem der Panzerzug beschädigt wurde. Die Besatzung verließ ihn daraufhin, um sich neu zu sammeln. In dieser Zeit erbeuteten die Truppen von Nestor Machno den Zug, konnten ihn aber nicht sinnvoll einsetzten.
Als die Weiße Armee eine Gegenoffensive startete, sprengten die Truppen von Nestor Machno eine Brücke über die Synjucha und ließen den Panzerzug in den Fluss stürzen. Die Weiße Armee barg den Panzerzug, reparierte ihn und setzte ihn danach erneut ein. Aufgrund des Rückzuges der Weißen Armee musste die Besatzung den Panzerzug am 31. Januar 1920 in der Nähe von Tiraspol aufgeben und zurücklassen.